# SKOOP ON SOMEBODY
『SKOOP ON SOMEBODY』（スクープ・オン・サムバディ）は、Skoop On Somebodyが2008年11月12日に発売した9枚目のオリジナル・アルバム。

## 概要
前作から僅か8ヶ月でのリリースとなった。
3人体制での最後（後にKO-HEYが再加入し、3人体制として再始動）のオリジナル・アルバム。
1stアルバム以来のバンド名をタイトルに冠した作品。
全体的にR&Bをベースとしたアルバム。

## 収録曲
作詞・作曲・編曲：S.O.S.（特記以外）
1. As we are
2. Heaven's Door
  - 作詞:TAKE・Dagforce
3. Real Life
4. Q
  - 作詞：新藤晴一
5. ETERNAL LANDSCAPE （Skoop On Somebody + 織田哲郎）
  - 作曲：織田哲郎　編曲：織田哲郎・S.O.S.
6. リル スマイル
7. Interlude I -Jam for Chillin'-
8. Apogee / Perigee
9. I Want You
10. Interlude II -Jam for Emotion-
11. get away
12. S・O・S
13. For All I Know
14. ソウル・リヴァイヴァー

### 初回生産限定盤DVD
1. Skoop On Somebody プレミアムライブ「STAY or SHINE」 in 赤坂BLITZ (2008.4.13) <VOL.II>
  1. バラ色
作詞・作曲・編曲：SKOOP
  2. SPLASH
作詞：Skoop On Somebody　作曲：KO-HEY　編曲：中野雅仁
  3. Fly
作詞・作曲：TAKE　編曲：太田貴之
  4. Set me free
作詞：古内東子　作曲・編曲：KO-ICHIRO
  5. STAY OR SHINE
作詞：TAKE　作曲・編曲：KO-ICHIRO
2. ETERNAL LANDSCAPE -Club SOS Version- RECORDING SESSION
作詞・編曲：S.O.S.　作曲：織田哲郎